# Eisenbahnbrücke Culemborg
Die Eisenbahnbrücke Culemborg (niederländisch Spoorbrug Culemborg; früher auch Kuilenburgbrücke, niederländisch Kuilenburgse spoorbrug) führt die Bahnstrecke Utrecht-'s-Hertogenbosch-Boxtel in den Niederlanden von der Provinz Utrecht über den Lek hinweg nach Culemborg in der Provinz Gelderland.
Die 1868 eröffnete Kuilenburgbrücke war die erste Fachwerkbrücke mit Halbparabelträgern und gleichzeitig die erste Stahlbrücke sowie die mit der damals größten Spannweite aller Brücken ihrer Art (außer Ketten- und Hängebrücken).
1983 wurde sie durch eine stählerne Bogenbrücke mit untenliegender, aufgehängter Fahrbahn ersetzt.

## Fachwerkbrücke (1868)

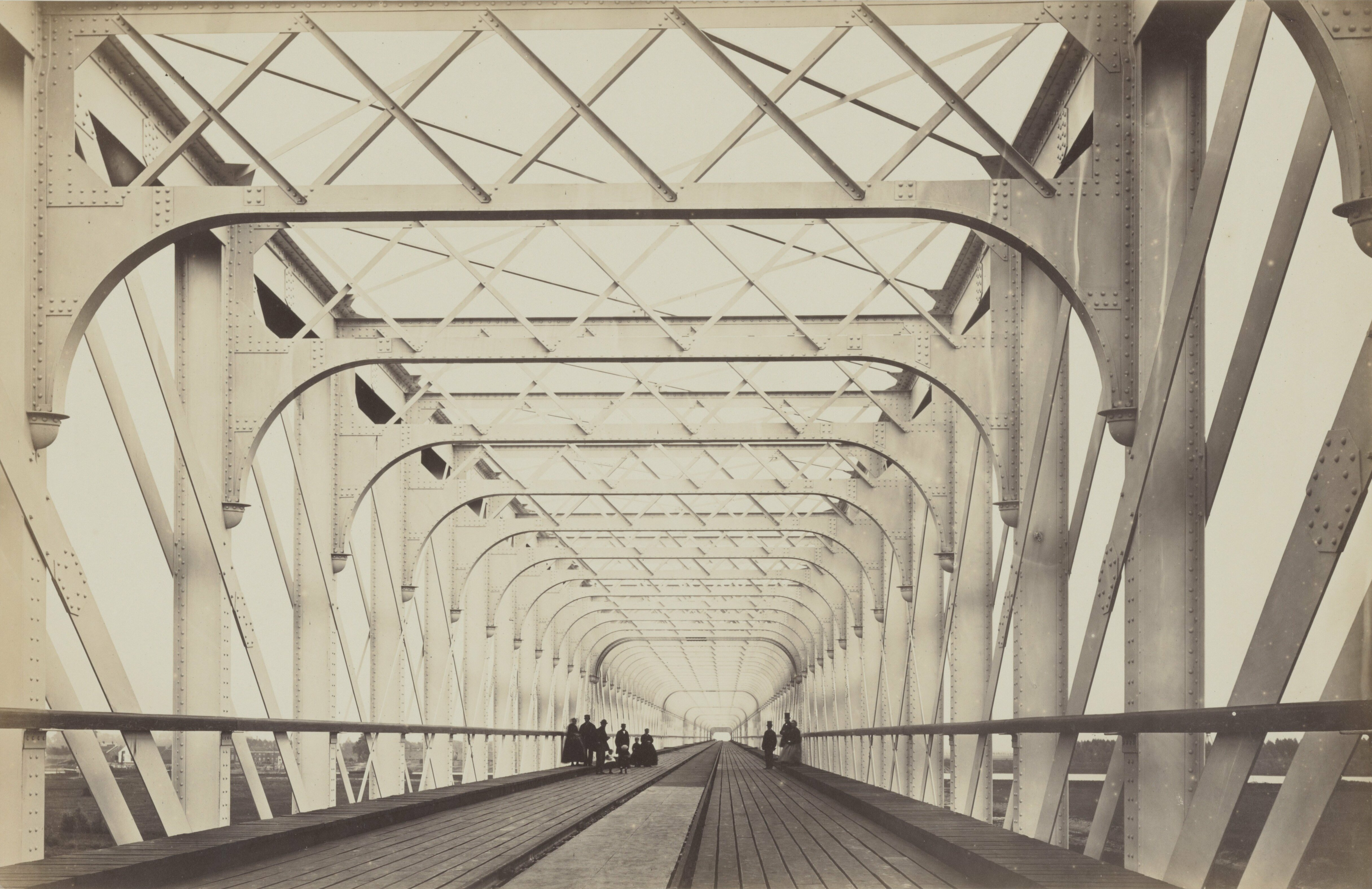
Im Jahr 1868

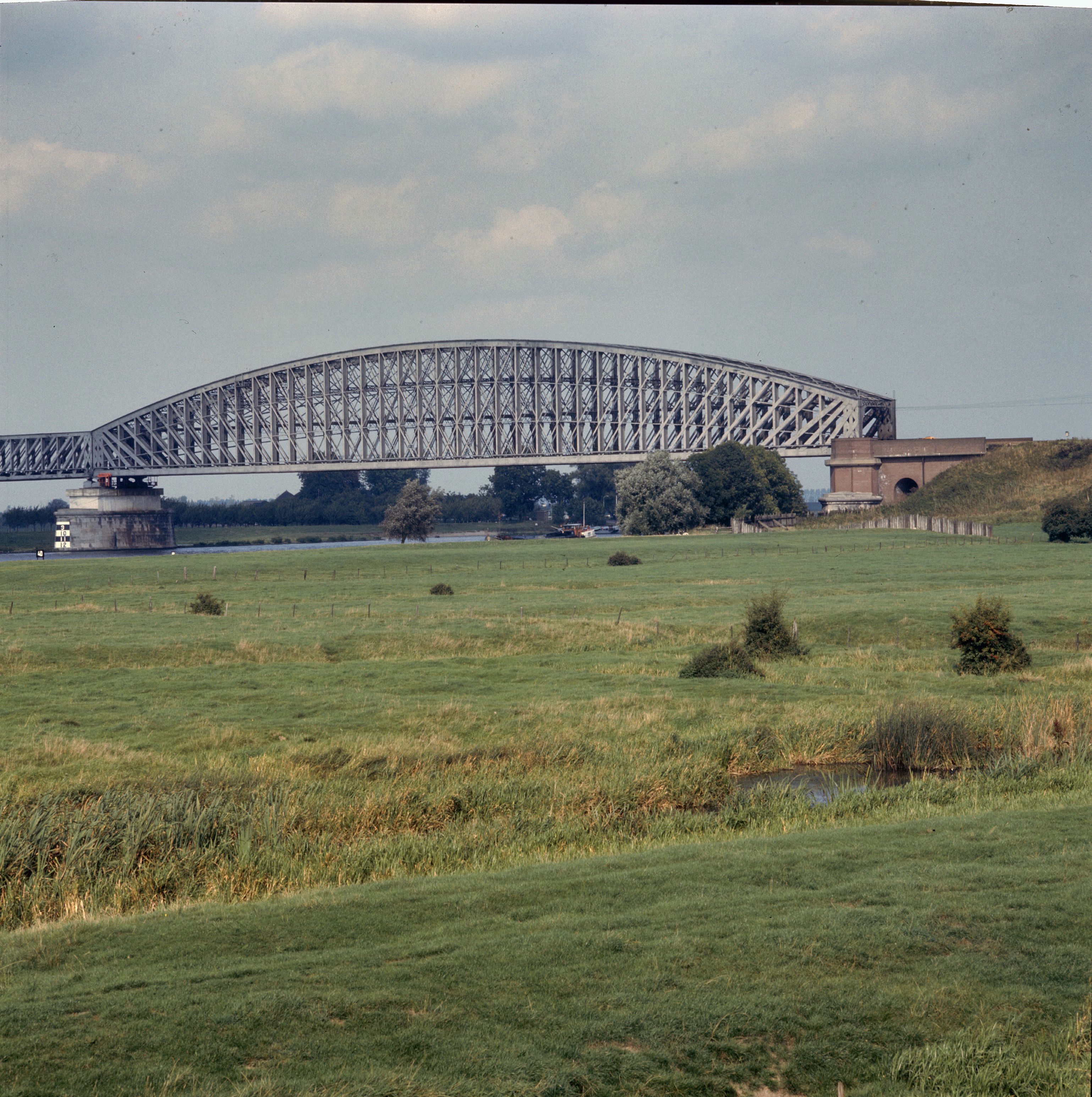

Die Entwicklung des niederländischen Eisenbahnnetzes wurde lange durch die breiten Mündungsarme des Rheins behindert. Erst in den 1860er Jahren war man in der Lage, Eisenbahnbrücken über Flüsse dieser Größe zu bauen. Erschwerend kam hinzu, dass die Brücke den Fluss ohne Strompfeiler in einem Brückenfeld überqueren sollte, um die Schifffahrt nicht zu behindern und Aufstauungen durch Eisgang und dadurch verursachte Überschwemmungen zu vermeiden. Die von dem niederländischen Ingenieur Gerrit van Diesen geplante neue Brücke hatte deshalb eine Hauptöffnung mit einer Spannweite von 154,4 m, einer Nebenöffnung für die Schifffahrt während des Baus der Hauptbrücke von 80 m und sieben Vorlandbrücken auf der Nordseite mit je 60 m. Am südlichen Ufer stellte eine gemauerte Gewölbebrücke über die Uferstraße den Anschluss an den Bahndamm her.
Die Hauptöffnung wurde von einer stählernen Fachwerkbrücke mit zwei Halbparabelträgern im Achsabstand von 9,26 m überspannt, die in der Mitte 20,5 m hoch waren. Ihre lichte Höhe betrug 12,66 m, um die Mehrzahl der Rheinschiffe passieren zu lassen. Für 592 größere Schiffe gewährte der Staat insgesamt 133.574 Gulden für Umbauten an den Masten. Die Nebenöffnung und die Vorlandbrücken waren parallelgurtige Fachwerkbrücken.
Der große Überbau der Hauptöffnung war nicht nur die erste Anwendung des Halbparabelträgers bei großen Spannweiten, sondern auch die erste Brücke, die aus in der Bessemerbirne erzeugtem Flussstahl gebaut wurde. Sie wurde aufgrund einer Ausschreibung von der Duisburger Brückenbauwerkstatt Johann Caspar Harkort hergestellt.
Der erste Spatenstich fand am 16. Januar 1863 statt. Im Dezember 1865 waren die Pfeiler fertig. Der Brückenbau begann mit den Vorlandbrücken und der 80-m-Öffnung für den Schiffsverkehr, schließlich wurde 1867 die Hauptbrücke montiert. Der letzte Niet wurde am 25. November 1867 eingeschlagen. Am 1. April 1868 wurde die Brücke dem Verkehr übergeben.
Die Brücke war als zweigleisige Brücke gebaut worden, das zweite Gleis wurde jedoch erst 1885 verlegt. 1913 wurde sie wegen der gestiegenen Verkehrslasten verstärkt. Den Zweiten Weltkrieg überstand sie ohne größere Schäden.

## Stabbogenbrücke (1983)
In den 1980er Jahren war die Brücke den gestiegenen Verkehrslasten endgültig nicht mehr gewachsen. Sie wurde deshalb 1983 durch eine moderne Stabbogenbrücke ersetzt, bei der die Fahrbahn als Zugband ausgebildet wurde, das die Druckkräfte der beiden als stählerne Hohlkästen ausgebildeten Bögen übernimmt. Die Nebenöffnung und die Vorlandbrücken wurden durch Stahlbetonbrücken ersetzt.
Sie steht bei Flusskilometer 939,80. Die amtliche Brückendurchfahrtshöhe beträgt nun 9,80 m bei HSW.